# Ljudtak

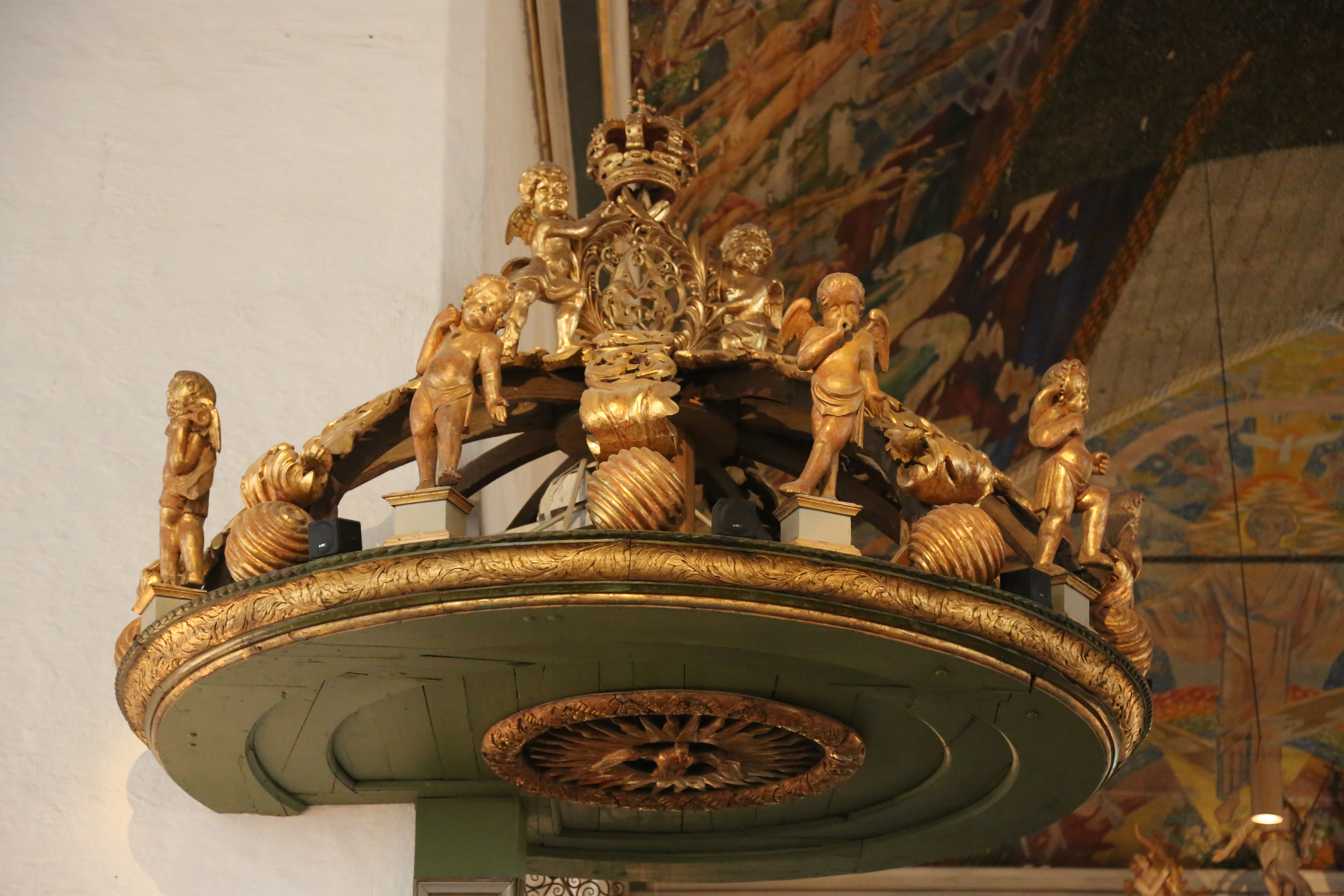
Ljudtak i Oslo domkyrka

Ljudtak kallas den träbaldakin som finns ovanför predikstolarna.
Under den katolska tiden var det inte så viktigt att församlingen hörde vad prästerna sa, eftersom texterna var på latin. I och med reformationen fick prästens predikan en helt annan betydelse. Nu skulle Herrens ord höras och förstås. De tidiga enkla pulpeterna ersattes av större predikstolar, som flyttades fram, närmare kyrkobesökarna. För att predikotexten inte skulle förirra sig upp i kyrkovalvet byggdes ett tak (ljudtak) över den så kallade ”korgen”.